# Iulia Leorda
Iulia Leorda, née le 18 juillet 1994, est une pratiquante de lutte libre moldave.

## Palmarès international en lutte libre
| Championnats du monde | Championnats du monde | Championnats du monde |
| Année                 | Médaille              | Catégorie             |
| --------------------- | --------------------- | --------------------- |
| 2021                  | argent                | 53 kg                 |
| Championnats d'Europe |                       |                       |
| Année                 | Médaille              | Catégorie             |
| 2021                  | bronze                | 53 kg                 |
| 2022                  | bronze                | 53 kg                 |